# ژوونگا
ژوونگا (به لهستانی:  Żołynia) یک روستا در لهستان است که در گمینا ژوونگا واقع شده‌است. ژوونگا ۵٬۱۰۶ نفر جمعیت دارد.